# Nordhagen
Nordhagen är en tidigare tätort i Vålers kommun i Innlandet fylke i östra Norge. Orten ligger vid fylkesväg 2094, vid sidan riksväg 2, nordöst om tätorten Braskereidfoss. Här finns Nordhagens skola.
Sedan 2004 räknas orten inte längre som en tätort.